# Ramal ferroviario Constitución-Mar del Plata-Miramar
El Ramal Constitución - Mar del Plata - Miramar pertenece al Ferrocarril General Roca, Argentina.

## Ubicación
Parte desde la Estación Constitución en la Ciudad de Buenos Aires, ingresa en la provincia de Buenos Aires, atravesando los partidos de Avellaneda, Lanús, Lomas de Zamora, Almirante Brown, Presidente Perón, San Vicente, Brandsen, Chascomús, Lezama, Dolores, General Guido, Castelli, Maipú, Ayacucho, Mar Chiquita, General Pueyrredón y General Alvarado.

## Características
Es un ramal de la red secundaria interregional del Ferrocarril General Roca con una extensión de 450 km entre Constitución y Miramar.
Desde la estación Estación Chascomús, donde termina la sección local de pasajeros, hasta Miramar, las vías se encuentran concesionadas a la Provincia de Buenos Aires, siendo la empresa Trenes Argentinos Operaciones la operadora del ramal.

## Servicios
En la zona local del Gran Buenos Aires entre Constitución y Alejandro Korn, los servicios de pasajeros son prestados por la empresa Trenes Argentinos Operaciones. El tiempo normal de viaje entre cabeceras es de 54 minutos entre Constitución y Alejandro Korn (promedio= 44 km/h), y de 39 minutos entre Plaza Constitución y Glew (promedio= 45 km/h).
Los servicios de larga distancia se prestan entre Constitución y Mar del Plata por la empresa Trenes Argentinos Operaciones. En diciembre de 2009 la presidenta Cristina Fernández Kirchner inauguró la nueva Terminal Ferroautomotora de Mar del Plata, como parte de los festejos del «Bicentenario». La nueva terminal fue rebautizada con el nombre de «Eva Perón».
Ferrobaires
Los trenes de la Unidad Ejecutora de la provincia de Buenos Aires circularon hasta agosto de 2015, momento en que un período inusual de lluvias dañó la infraestructura de varios puentes del ramal. Posteriormente, en julio de 2016, la empresa provincial fue suspendida por la gobernadora María Eugenia Vidal. Este servicio se prestaba con locomotoras GM GT22 y coches Hitachi de categorías Pullman y Primera, y además contaba con un coche comedor.
Trenes Talgo IV
El servicio especial Constitución-Mar del Plata, con los nuevos trenes Talgo IV entró en operaciones el 29 de julio de 2011. Las Talgo IV, formaciones adquiridas, tienen pisos alfombrados, baños químicos, asientos reclinables y giratorios, coche cafetería, puertas interiores accionadas electroneumáticamente, luces centrales en los techos, aire acondicionado frío/calor, ventanas herméticas con doble vidrio, entrada para auriculares de sonido en cada uno de los asientos, pantallas de LCD y servicio de cáterin a bordo. Este servicio prestado por los trenes españoles fue suspendido en 2012, menos de un año después de su inauguración, debido a los constantes descarrilamientos y problemas técnicos que sufrían las formaciones, además de irregularidades con la empresa española y el alto costo de mantenimiento de dichos trenes.
Trenes CNR
En 2015 se incorporaron trenes de origen chino, adquiridos a la empresa CNR. Las nuevas formaciones cuentan con locomotoras CNR CKD 8G y coches de pasajeros de categorías Primera y Pullman. Además, estas formaciones cuentan con un furgón generador y un coche comedor. Estos servicios se vieron suspendidos en agosto de 2015 debido a las inundaciones que dañaron parte del ramal, no obstante ya habían presentado algunos inconvenientes debido al mal estado de las vías a medio renovar.
En julio de 2017 estos servicios fueron restituídos, después de casi 2 años de suspensión debido a obras de mantenimiento de infraestructura y la construcción de un nuevo puente ferroviario sobre el Rio Salado. El servicio reinaugural cuenta con 12 paradas intermedias entre Constitución y Mar del Plata. Posteriormente, en diciembre de 2017, se agregó una nueva frecuencia directa entre ambas cabeceras, sin contar con paradas intermedias.

## Estaciones
| Estación                              | kilómetro      | Andenes        | Distrito                      | Notas |
| Sección Urbana                        | Sección Urbana | Sección Urbana | Sección Urbana                | Sección Urbana |
| ------------------------------------- | -------------- | -------------- | ----------------------------- | --- |
| Plaza Constitución                    | 0              | 14             | Comuna 1 (Constitución)       | Cabecera de los ramales a Ezeiza, La Plata y Circuito a Bosques. Combinación con Estación Constitución de la Línea C del subte de Buenos Aires y Parada Constitución del Metrobús del Sud. Proximidad con Autopistas 25 de Mayo y Presidente Arturo Frondizi |
| Hipólito Yrigoyen                     | 2.8            | 4              | Comuna 4 (Barracas)           | Inaugurada como Parada Barracas al Norte. Elevada en 1908 |
| Darío Santillán y Maximiliano Kosteki | 3.8            | 4              | Partido de Avellaneda         | Nombrada Barracas al Sud entre 1866 y 1904 y Avellaneda entre 1904 y 2013. Proximidad con puente sobre Riachuelo (límite entre CABA y Provincia de Buenos Aires) y Ruta Provincial 16                                                                        |
| Gerli                                 | 6.5            | 2              | Partido de Avellaneda         | Cabecera de los ramales a Empalme Norte-Retiro y Sola. Proximidad con Camino General Belgrano |
| Lanús                                 | 9              | 4              | Partido de Lanús              | |
| Remedios de Escalada                  | 11.2           | 5              | Partido de Lanús              | Inaugurada como Estación Talleres |
| Banfield                              | 13             | 4              | Partido de Lomas de Zamora    | |
| Lomas de Zamora                       | 15             | 4              | Partido de Lomas de Zamora    | Inaugurada como Estación Ciudad de la Paz |
| Temperley                             | 16.8           | 10             | Partido de Lomas de Zamora    | Cabecera intermedia de los ramales a Ezeiza y Circuito a Bosques. Cabecera terminal del Ramal a Haedo. Proximidad con Ruta Provincial 49. Fin de vía cuádruple                                                                                               |
| Adrogué                               | 19.1           | 2              | Partido de Almirante Brown    | Proximidad con cruce bajo el ramal Haedo - Villa Elisa. Nombrada Estación Almirante Brown hasta 1994 |
| Burzaco                               | 22             | 4              | Partido de Almirante Brown    | Cabecera intermedia ocasional. Proximidad con Ruta Provincial 4 |
| Longchamps                            | 25.9           | 3              | Partido de Almirante Brown    | Proximidad con cruce a nivel con Ruta Provincial 210 |
| Glew                                  | 29.2           | 3              | Partido de Almirante Brown    | Cabecera intermedia. Inaugurada como Estación Cambaceres. |
| Guernica                              | 35             | 3              | Partido de Presidente Perón   | Inaugurada como Parada Km. 32.4 y nombrada López Camelo entre 1940 y 1948. Proximidad con cruce bajo el Ramal González Catán-La Plata del Ferrocarril Belgrano                                                                                               |
| Alejandro Korn                        | 39.5           | 4              | Partido de San Vicente        | Cabecera del servicio eléctrico, del servicio interurbano a Chascomús y del ramal a Estación San Vicente. Proximidad con Ruta Provincial 6 |
| Sección suburbana - larga distancia   |                |                |                               | |
| Domselaar                             | 52.3           | 2              | Partido de San Vicente        | |
| Coronel Brandsen                      | 64.3           | 3              | Partido de Brandsen           | Cabecera del ramal a Ringuelet. Proximidad con cruce bajo el Ramal La Plata-Mira Pampa del Ferrocarril Provincial de Buenos Aires y con Ruta Provincial 215. Inaugurada como Estación Ferrari                                                                |
| Jeppener                              | 77.3           | 2              | Partido de Brandsen           | |
| Altamirano                            | 87.5           | 2              | Partido de Brandsen           | Cabecera del ramal a Las Flores |
| Gándara                               | 98.6           | 2              | Partido de Chascomús          | |
| Chascomús                             | 113.3          | 4              | Partido de Chascomús          | Cabecera del servicio interurbano a Alejandro Korn. Reemplazó en 2015 a la Estación Chascomús original. Proximidad con cruce bajo la Autovía Ruta Provincial 2 y con Laguna de Chascomús. Fin de vía doble                                                   |
| Adela                                 | 129.2          | 1              | Partido de Chascomús          | No presta servicio desde 2016. Proximidad con Laguna Adela y Laguna Chis Chis |
| Monasterio                            | 138.9          | 1              | Partido de Lezama             | No presta servicio desde 2016 |
| Lezama                                | 151.8          | 3              | Partido de Lezama             | Cabecera del Ramal a Vergara y La Plata. Proximidad con puente sobre el Río Salado del Sur |
| Guerrero                              | 163.4          | 1              | Partido de Castelli           | No presta servicio desde 2007 |
| Castelli                              | 177.5          | 3              | Partido de Castelli           | |
| Sevigné                               | 191.2          | 2              | Partido de Dolores            | |
| Dolores                               | 203.7          | 2              | Partido de Dolores            | Proximidad con cruce a nivel con Autovía Ruta Provincial 63 y con cruce bajo la Autovía Ruta Provincial 2 |
| Parravicini                           | 222.8          | 1              | Partido de Dolores            | No presta servicio desde 2019 |
| General Guido                         | 245.1          | 3              | Partido de General Guido      | Cabecera del ramal a Divisadero de Pinamar |
| Maipú                                 | 270.6          | 4              | Partido de Maipú              | Cabecera del ramal a Ayacucho y Tandil |
| Las Armas                             | 296.3          | 2              | Partido de Maipú              | |
| General Pirán                         | 317.8          | 2              | Partido de Mar Chiquita       | |
| Coronel Vidal                         | 338            | 2              | Partido de Mar Chiquita       | |
| Vivoratá                              | 361.9          | 1              | Partido de Mar Chiquita       | Cabecera del ramal a Juancho |
| Cobo                                  | 377.6          | 1              | Partido de Mar Chiquita       | No presta servicio desde 2013 |
| Camet                                 | 387.6          | 1              | Partido de General Pueyrredón | No presta servicio desde 2013 |
| Mar del Plata                         | 399.4          | 5              | Partido de General Pueyrredón | Cabecera del servicio larga distancia a Plaza Constitución. Reconstruida en 2009. Proximidad con el cruce de las Rutas Nacional 226 y provinciales 2 y 88 |
| Chapadmalal                           | 418.1          | 2              | Partido de General Pueyrredón | No presta servicio desde 2013 |
| Comandante Nicanor Otamendi           | 432.2          | 2              | Partido de General Alvarado   | Cabecera del ramal a San Agustín. No presta servicio desde 2013 |
| Miramar                               | 450.3          | 1              | Partido de General Alvarado   | Cabecera del ramal. Proximidad con cruce a nivel con Ruta Provincial 77. No presta servicio desde 2013 |

## Imágenes

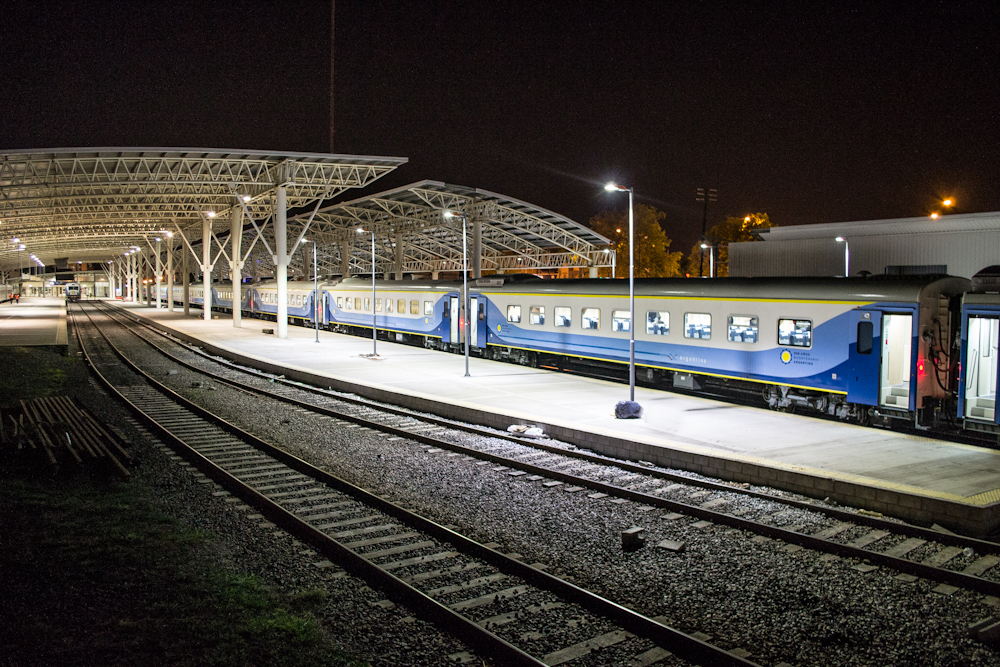
Estación Eva Perón en Mar del Plata, inaugurada en 2014.
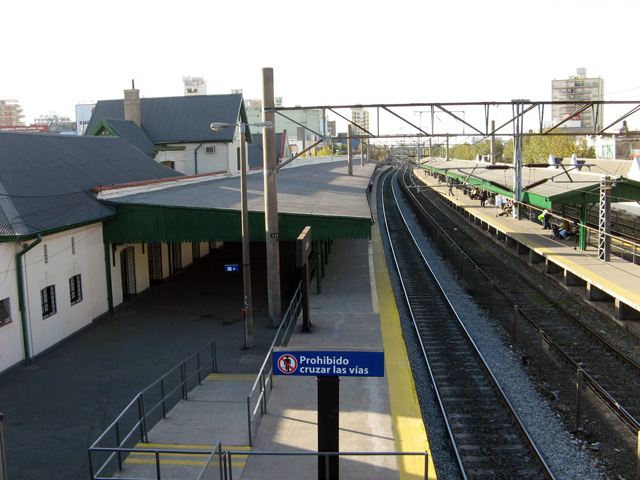
Andenes de Lanús
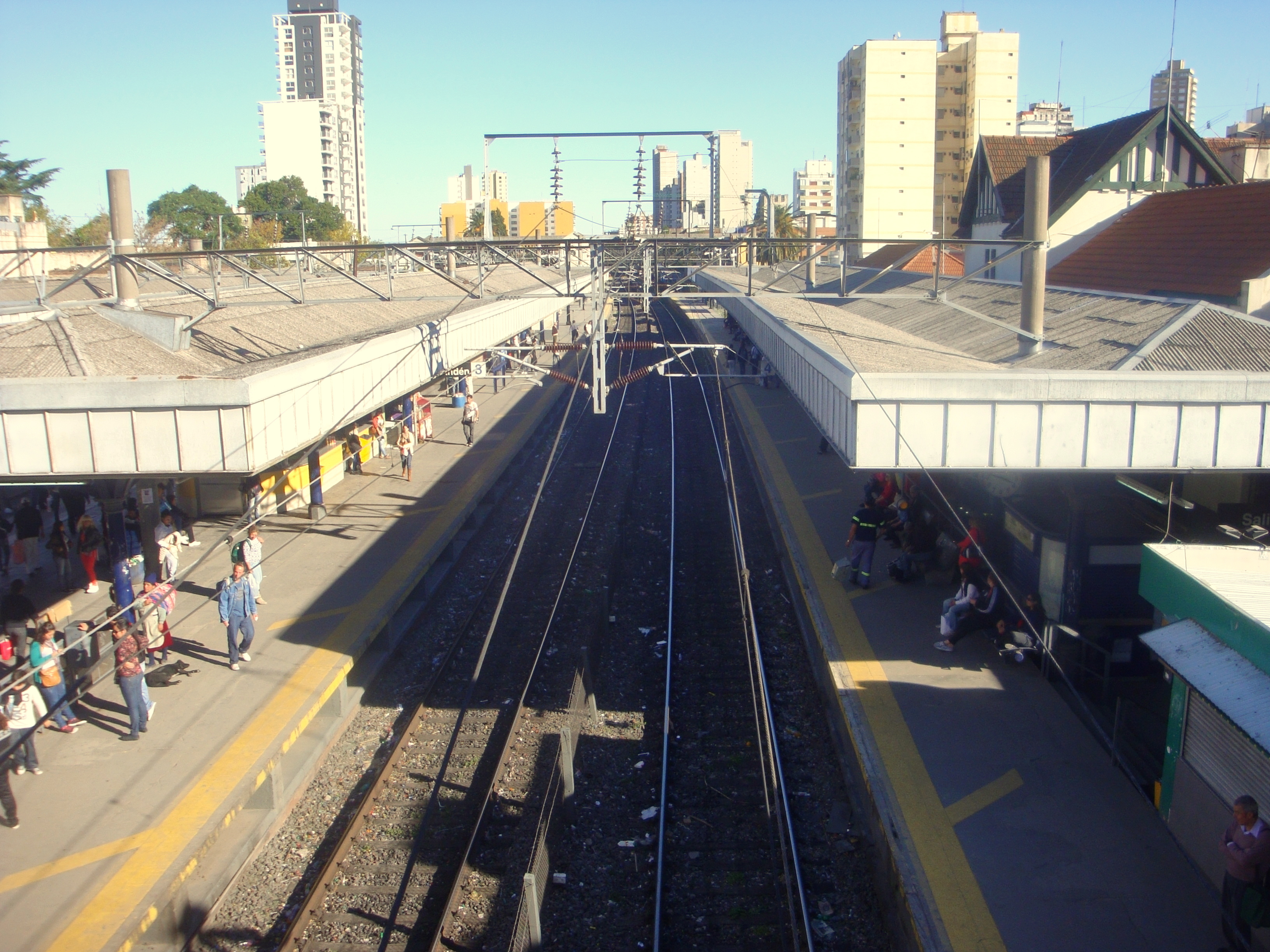
Vista al sur desde Lomas de Zamora
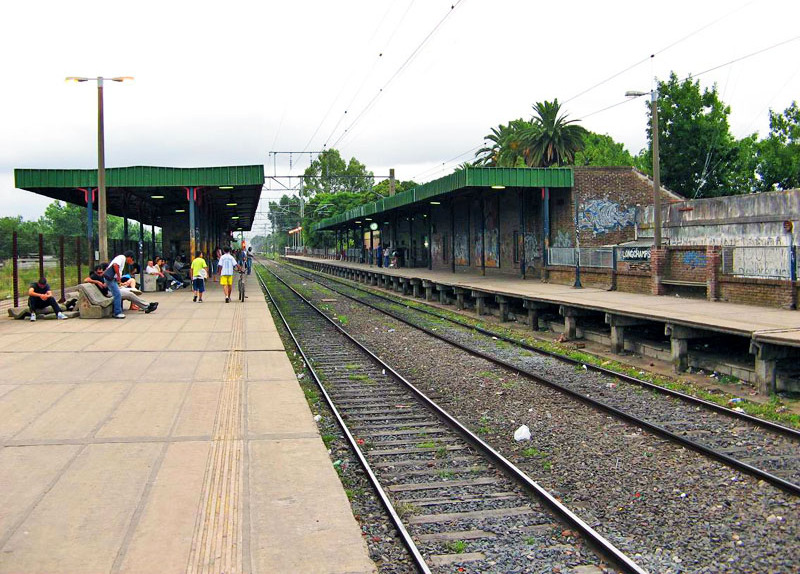
Andén 2 de la estación Longchamps
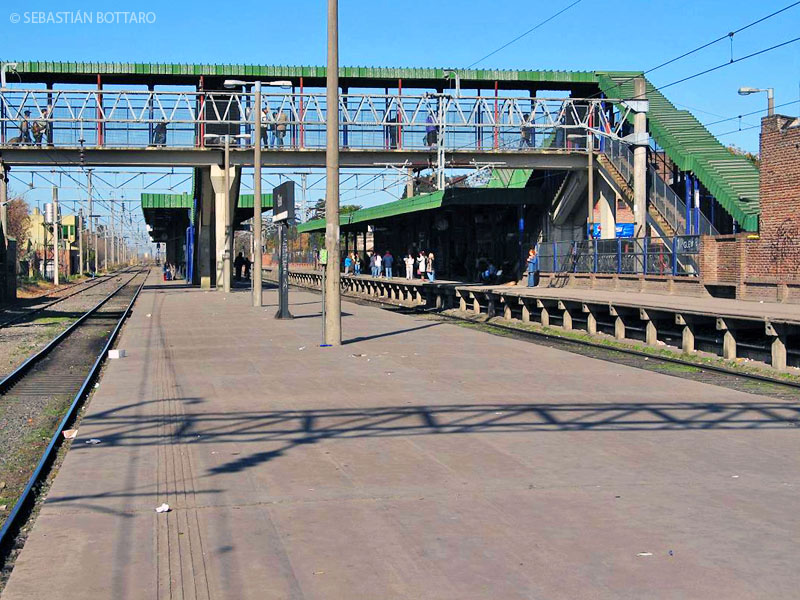
Glew, terminal del servicio eléctrico hasta 2002 y actual cabecera intermedia.
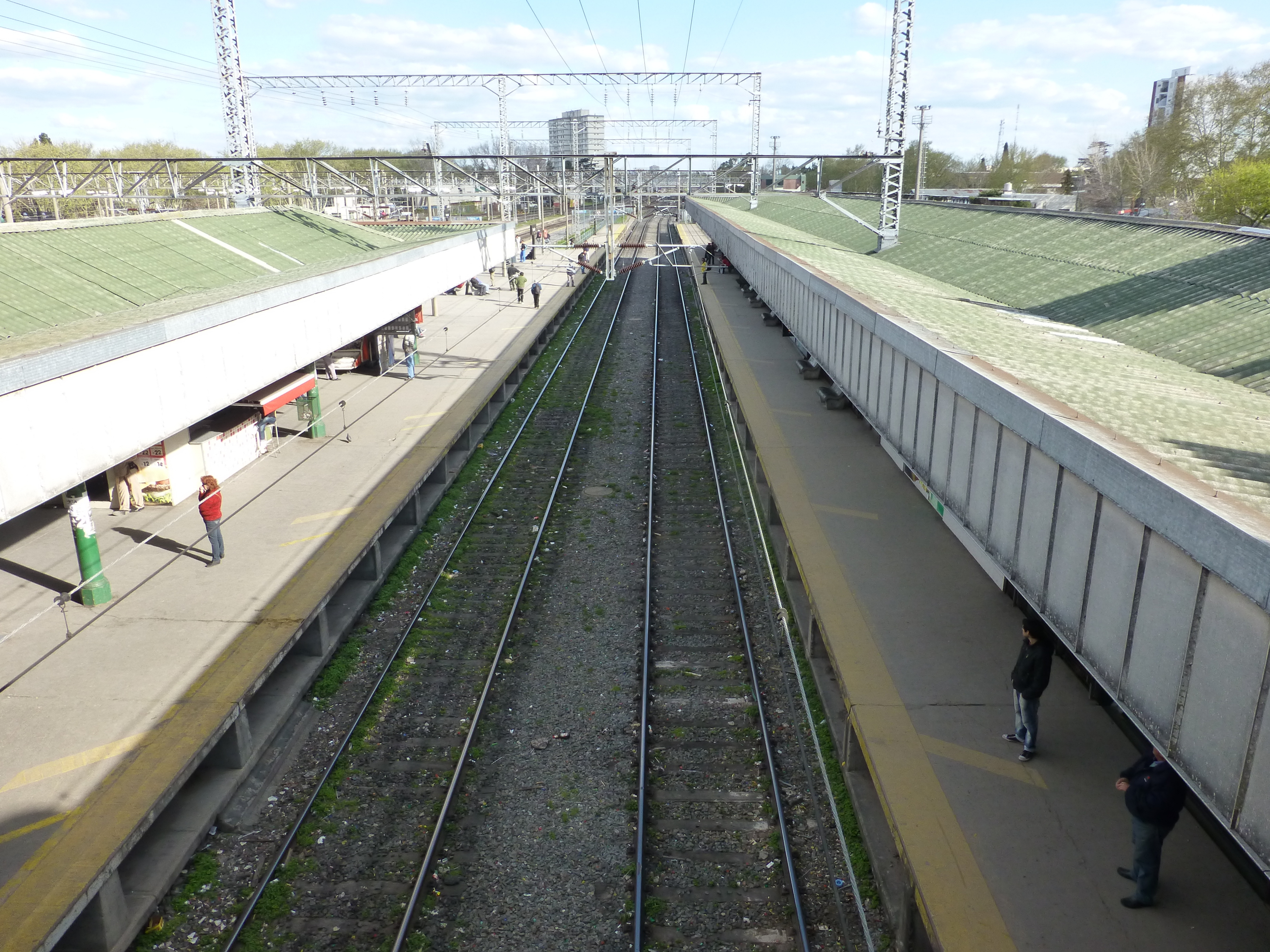
Temperley
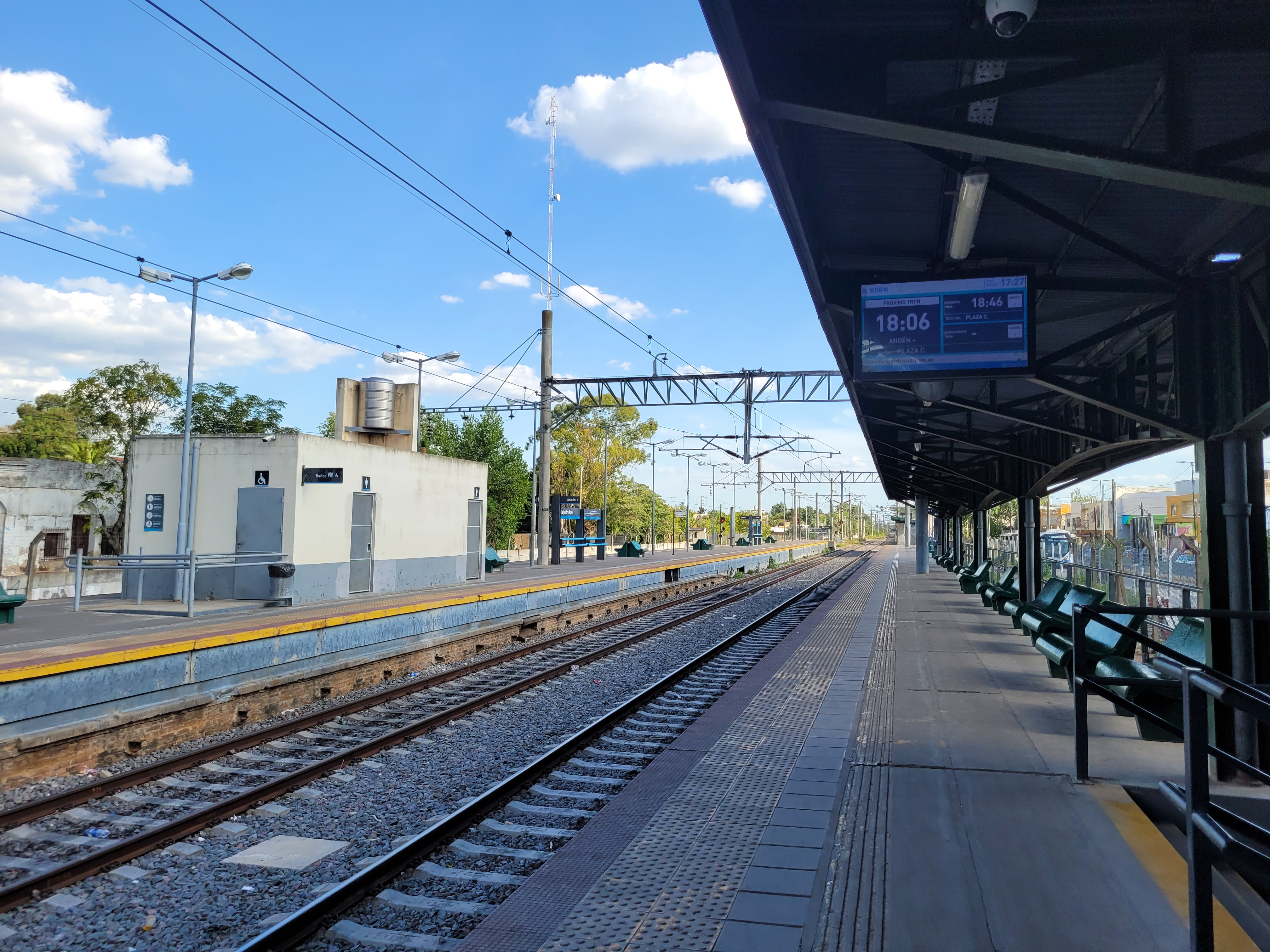
Alejandro Korn, actual cabecera sur del servicio eléctrico y norte del diésel.
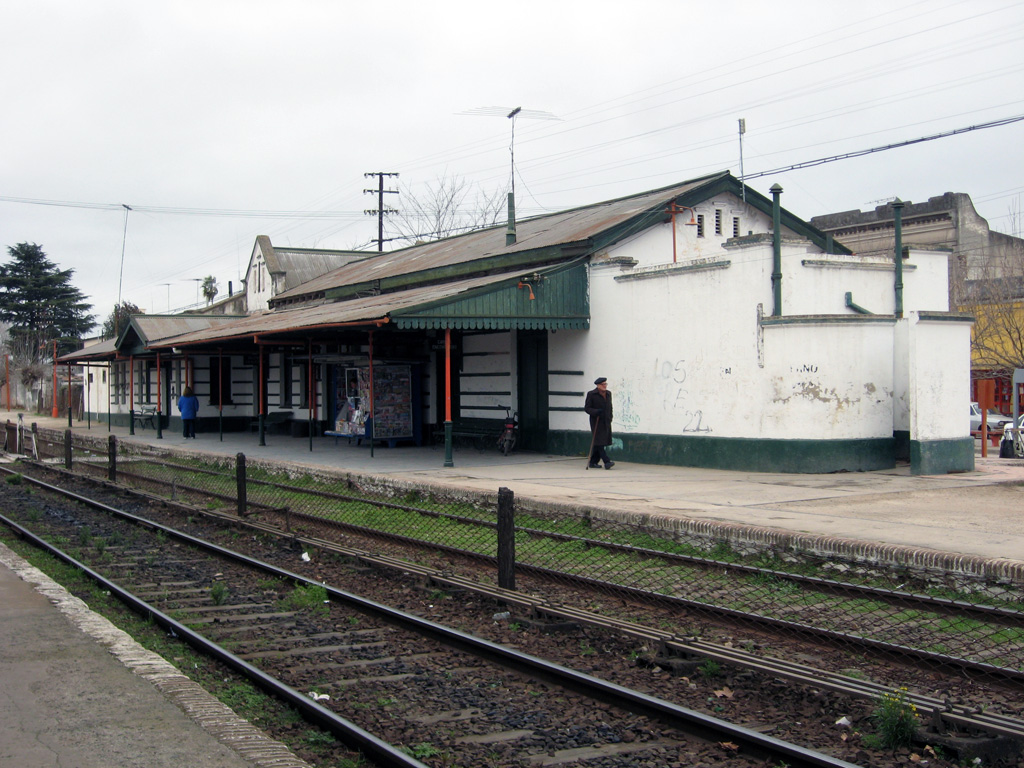
Brandsen
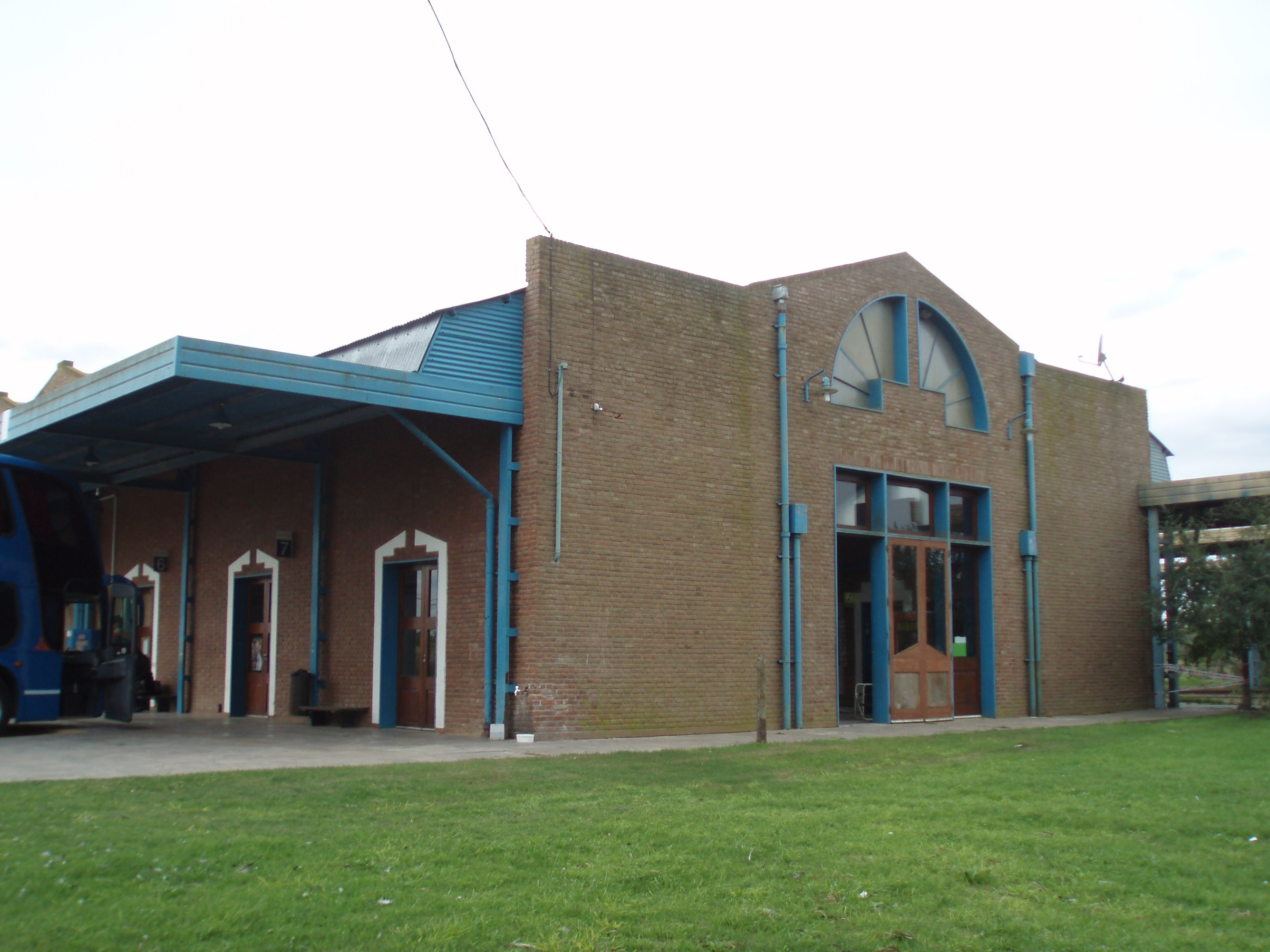
Chascomús, cabecera sur del servicio diésel.
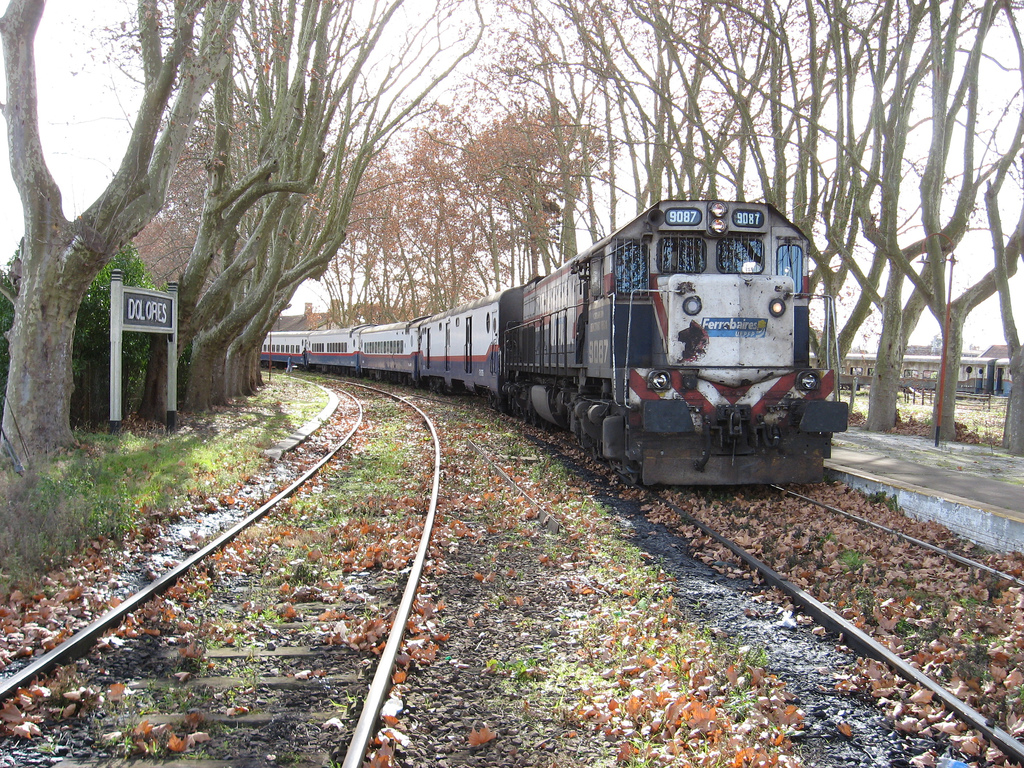
Dolores
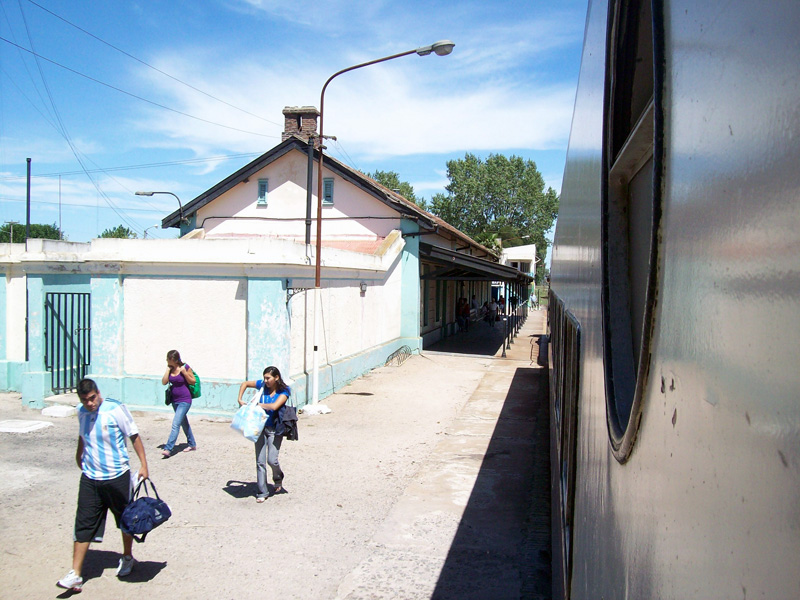
Maipú
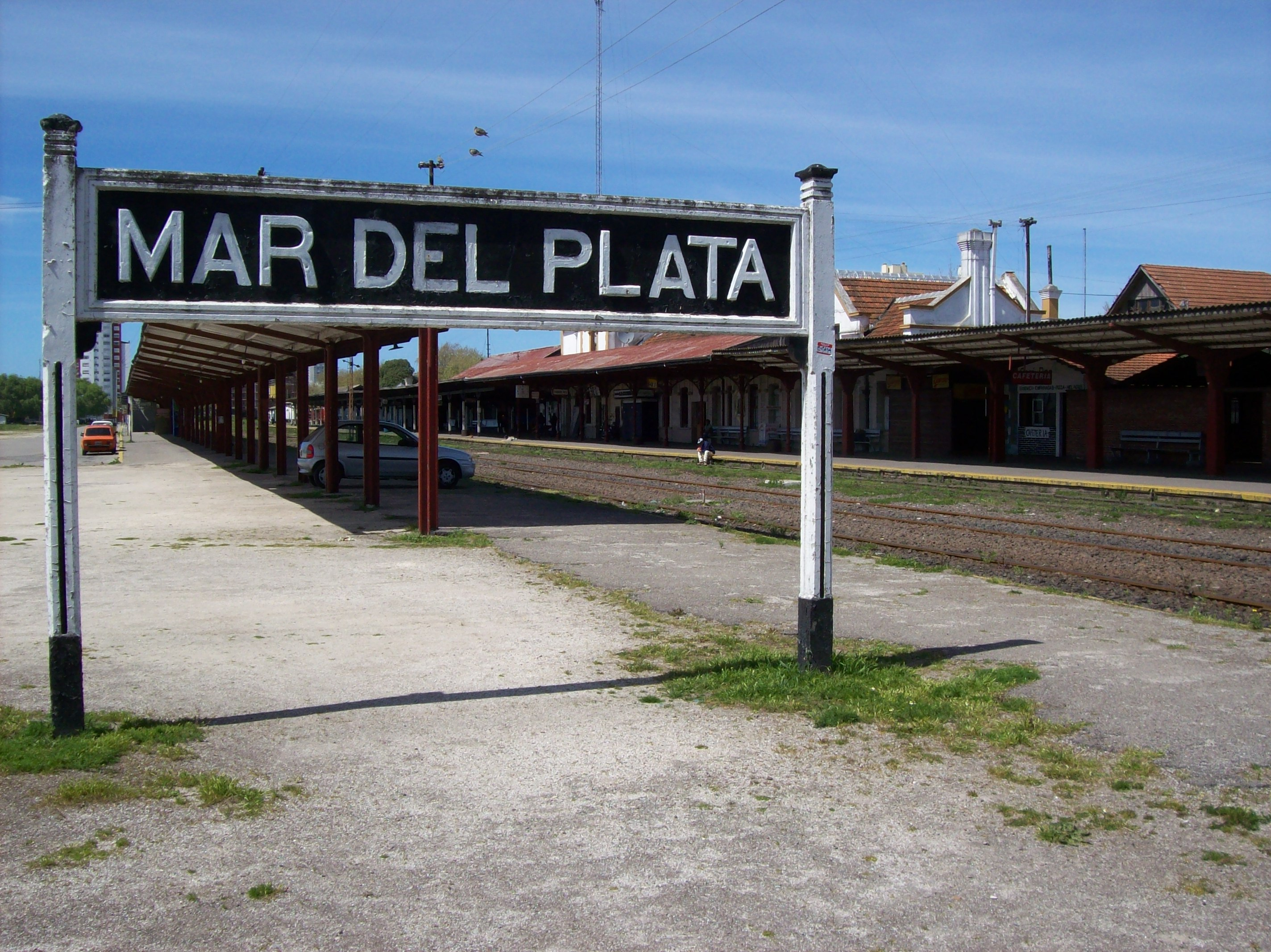
Mar del Plata
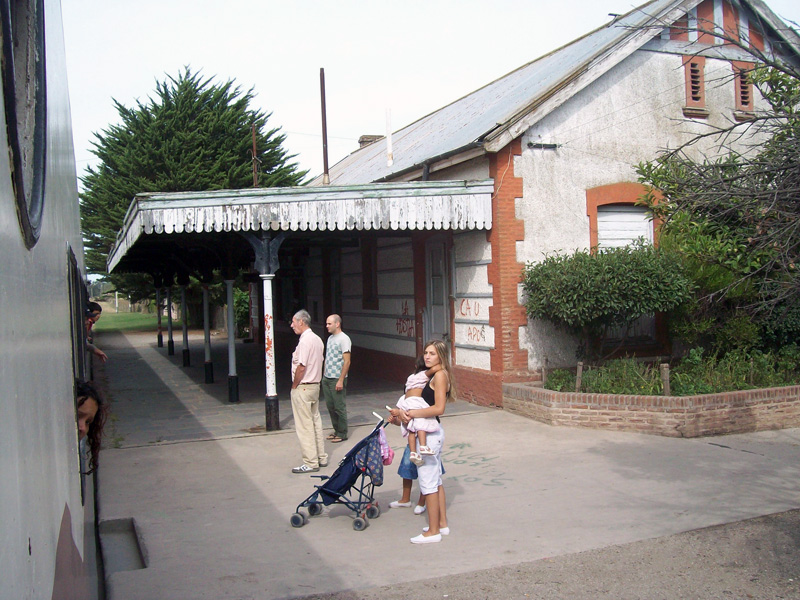
Otamendi
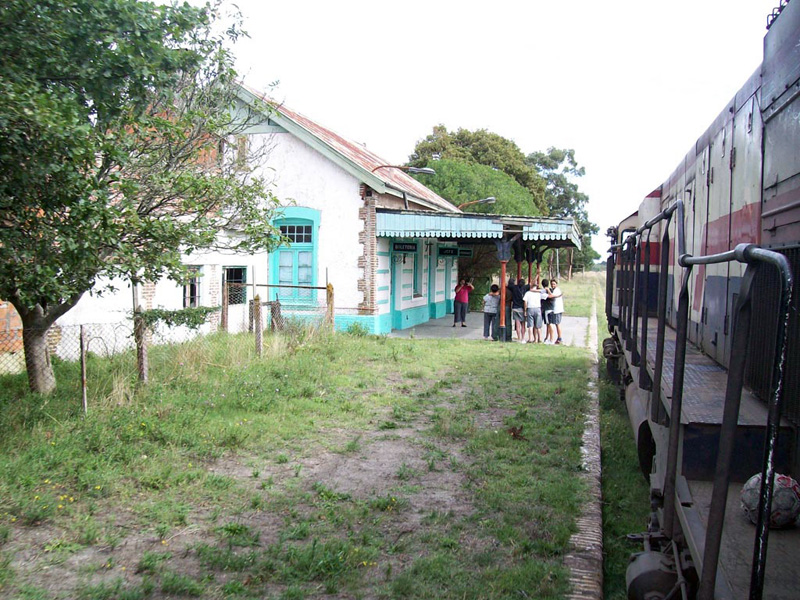
Chapadmalal
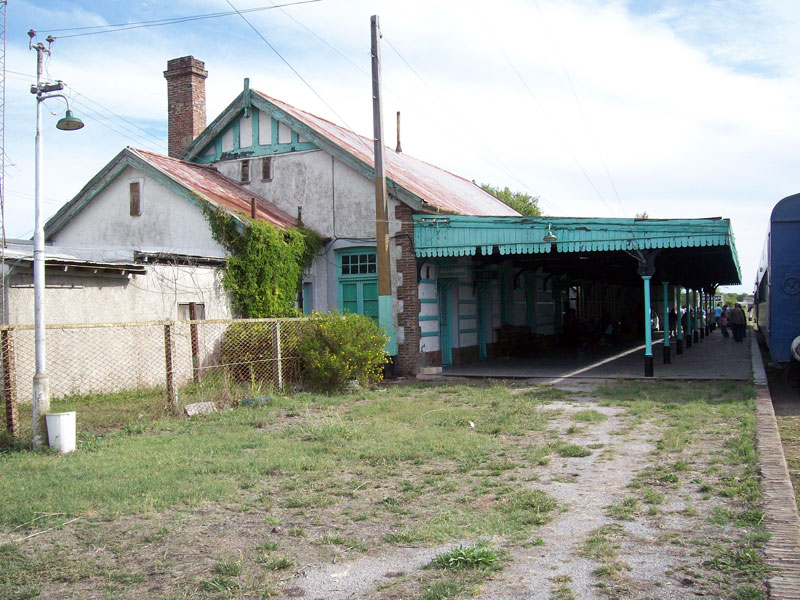
Miramar